# Rue Gudin
La rue Gudin est une voie du 16e arrondissement de Paris, en France.

## Situation et accès

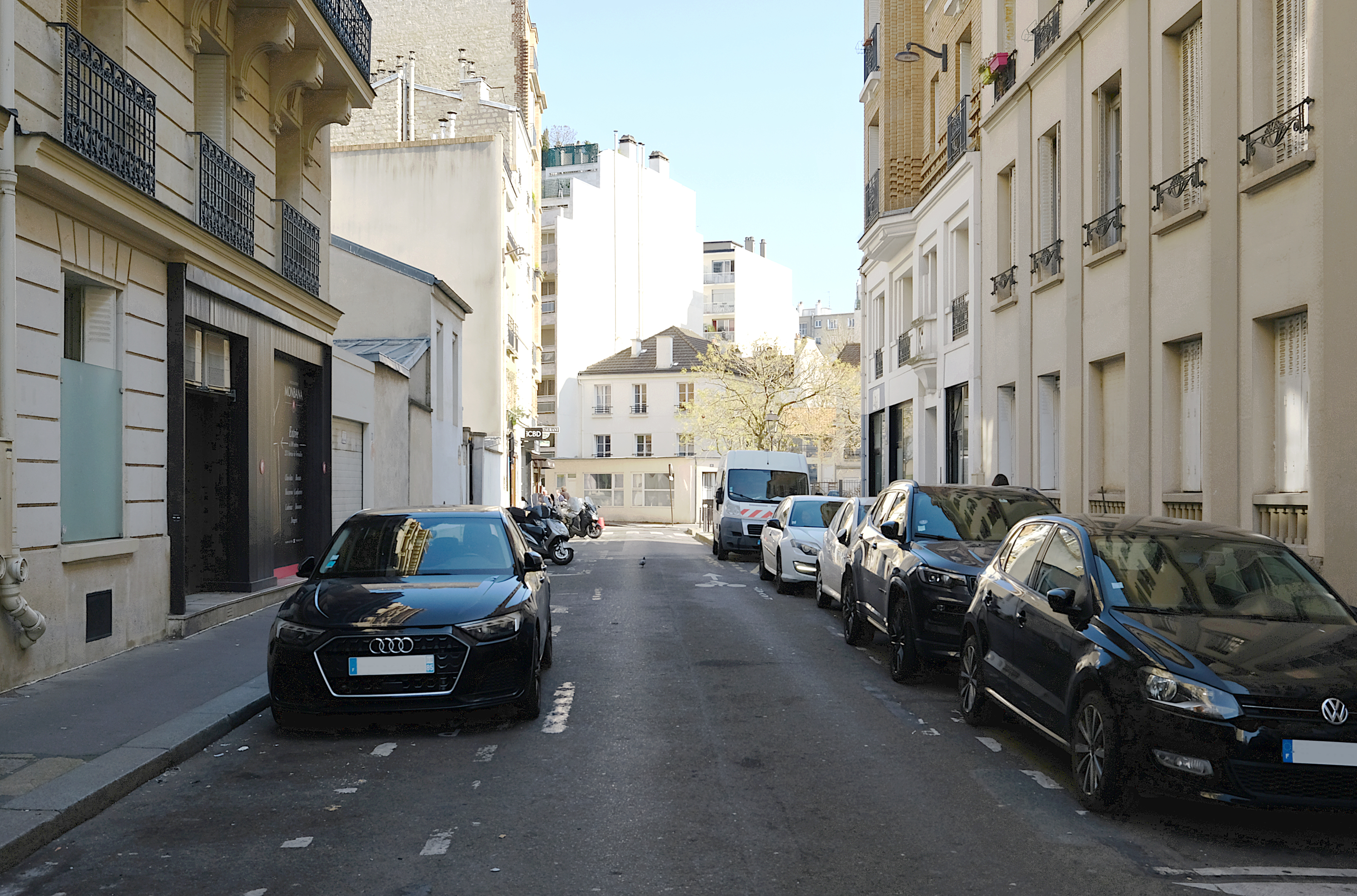
La rue vue depuis l'avenue de Versailles.

La rue Gudin est une voie publique située dans le 16e arrondissement de Paris. Elle débute au 123 bis-125, boulevard Murat et se termine au 215, avenue de Versailles.
Le quartier est desservi par la ligne 9 à la station Porte de Saint-Cloud.

## Origine du nom

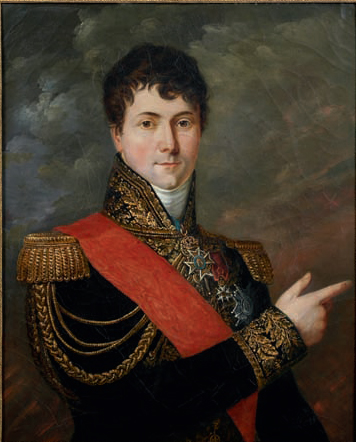
Charles Étienne Gudin.

Elle porte le nom du général d'Empire Charles Étienne Gudin (1768-1812) en raison du voisinage du boulevard Murat.

## Historique
Initialement située dans l'ancienne commune d'Auteuil, cette voie qui était une partie de la « route départementale no 1 » a porté le nom de « rue de la Demi-Lune » en raison de sa proximité avec une demi-lune de l'enceinte de Thiers.
Classée dans la voirie parisienne par un décret du 23 mai 1863, elle prend sa dénomination actuelle par un décret du 27 février 1867.
Pendant la guerre franco-allemande de 1870, en janvier 1871, les nos 4 et 35 bis sont touchés par les bombardements prussiens.

## Bâtiments remarquables et lieux de mémoire
- No 17 (démoli) : cinéma ouvert en 1932 sous le nom de Porte Saint-Cloud-Palace. Renommé Les 3 Murat, il ferme en 1986[3].
- No 21 : immeuble construit par l’architecte Paul Allègre en 1926. Il fait l’objet, à sa livraison, d’un article de plusieurs pages dans la revue Le Moniteur des architectes[4].
- No 22 (démoli) : le 8 juillet 1929, plusieurs centaines d’habitants du quartier se rassemblent devant la boutique « Vins et charbons », occupant le rez-de-chaussée du bâtiment, pour empêcher l’expulsion du commerçant, invalide de guerre[5].